# Wolfgang Helbig
Wolfgang Helbig, född den 2 februari 1839 i Dresden, död den 6 oktober 1915 i Rom, var en tysk arkeolog huvudsakligen verksam i Rom. 
Helbig var son till historikern och skolmannen Gustav Helbig och Emma von Müller. Han var 1865–1885 anställd vid tyska arkeologiska institutet, Deutsches Archäologisches Institut, i Rom och levde därefter där som privatman och forskare och blev en av de främsta auktoriteterna i fråga om det gamla Rom. Efter arbeten om de kampanska väggmålningarna, om avbildningar från Homeros epos i monumenten med mera, offentliggjorde han 1891 sin värdefulla Führer durch die öffentlichen Sammlungen klassischer Altertümer in Rom. (2 band, 3:e upplagan 1912–1913). Den av honom hopbragta samlingen av etruskiska antikviteter förvärvades av Ny Carlsberg Glyptotek i Köpenhamn.
Han gifte sig 1866 i Moskva med pianisten Nadezjda (Nadine) Sjachovskaja (1847–1922), dotter till furst Dimitri Sjachovskoj (1821–1897) och Natalja Svjatopolk-Tjetvertinskaja (1825–1906). Makarna Helbig höll litterär och musikalisk salong i Rom.